# André Wiersig

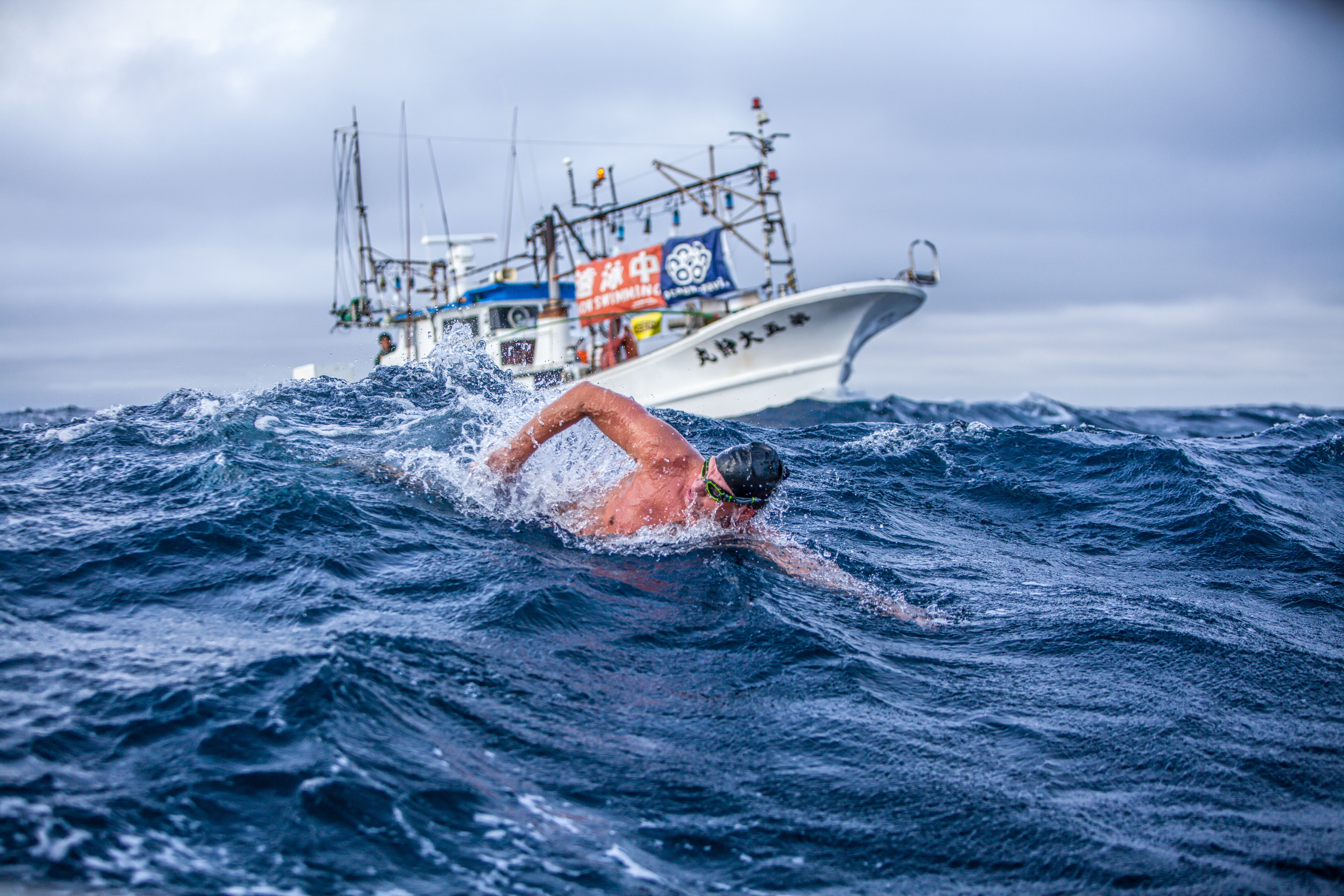
André Wiersig durchschwimmt die Tsugaru-Straße in Japan (2018). Im Hintergrund ein Begleitboot.

André Wiersig (* 20. Mai 1972 in Bochum) ist ein deutscher Extremschwimmer. Er ist der erste deutsche und der insgesamt sechzehnte Schwimmer, der die Ocean’s Seven absolvierte, die größte Herausforderung im Langstreckenschwimmen. Am 21. August 2021 schwamm er als erster Mensch vom Festland zur Insel Helgoland. Im Mai 2024 sorgte er erneut für mediales Aufsehen mit seiner „Wattenmeer-Odyssee“, die ihn – auf den Spuren von Otto Kemmerich – von Husum nach Sylt führte.

## Privates
Der dreifache Familienvater beschreibt seine extremen Herausforderungen als selbstbestimmte Ziele, die er durch eigens entwickelte Methodiken trotz Job und Familie erreicht. Wiersig ist als Sprecher und Trainer unter anderem für Firmen, Schulen und Universitäten tätig. Auch unterstützte er durch Spenden das Programm „Ich kann schwimmen!“ des Ersten Paderborner Schwimmvereins von 1911 e.V., das es Kleinkindern ermöglicht, das Seepferdchen-Abzeichen zu machen und schwimmen zu lernen.

## Karriere
Wiersig trat als Elfjähriger in einen Schwimmverein ein. In seiner Jugend war er im Triathlon zunächst über die olympische Distanz, später im Ironman aktiv. Von 2006 bis 2008 war er Elite-Bahnfahrer des Hannoverschen Radsport-Clubs von 1912.
Nach einer Ausbildung zum Einkaufsassistenten begann er 1995 an der Universität Paderborn ein BWL-Studium, das er 1998 abbrach, nachdem er während eines Praktikums eine Anstellung gefunden hatte. Hauptberuflich ist er in der IT-Branche tätig.
Sportlich entwickelte er eine Leidenschaft für das Extremschwimmen. Nachdem er 2014 den Ärmelkanal durchquert hatte, wandte er sich der Herausforderung Ocean’s Seven zu, die der US-Amerikaner Steven Munatones im Jahr 2009 in Anlehnung an die Seven Summits als Wettbewerb aus der Taufe gehoben hatte. Mit der Durchquerung der 14,4 km der Straße von Gibraltar am 9. Juni 2019 hatte er schließlich als sechzehnter Mensch überhaupt und als erster Deutscher erfolgreich die Ocean’s Seven absolviert.
Am 21. August 2021 schwamm er als erster Mensch vom Festland nach Helgoland. Um 0:02 Uhr startete er in St. Peter-Ording und schwamm insgesamt 18:14 Stunden, bis er die Schweinebucht an der Helgoländer Düne betrat. Die Distanz betrug Luftlinie 48,5 Kilometer. Insgesamt schwamm er, weil er durch die Tide abgetrieben wurde, exakt 53,2 Kilometer.
Am 20. April 2022 versuchte er auf den Seychellen die mehr als 50 Kilometer von der Hauptinsel Mahé zum Eiland La Digue zu schwimmen. Jedoch musste er aufgrund der hohen Wellen nach 2 Stunden den Versuch abbrechen.
Vom 20. bis zum 23. Mai 2024 schwamm er die so genannte Wattenmeer-Odyssee, die Strecke von Husum über Nordstrand, Pellworm, Hooge, Langeneß, Föhr und Amrum nach Sylt. Dabei schwamm er die gleiche Route wie der erste deutsche professionelle Schwimmer Otto Kemmerich im Sommer 1924. Dieser scheiterte allerdings auf dem letzten Teilstück zwischen Amrum und Sylt und kam 1952 dort bei seinem zweiten Versuch ums Leben. Wiersig war damit der erste Schwimmer, der erfolgreich das gefährliche Vortrapptief zwischen Amrum und Sylt durchquerte.
André Wiersig ist offizieller Botschafter der Deutschen Meeresstiftung sowie ehrenamtlich tätiger Botschafter der UN Ocean Decade.

### Die Stationen derOcean’s Seven
- Ärmelkanal: England – Frankreich am 2. September 2014, 33,8 km in 9:43 h

- Kaiwi-Kanal: Molokaʻi – Oʻahu am 15. Oktober 2015, 42,0 km in 18:26 h

- Nordkanal: Nordirland – Schottland am 28. August 2016, 34,5 km in 12:17 h

- Santa-Catalina-Kanal: Santa Catalina Island – Los Angeles am 20. Juli 2017, 32,3 km in 9:48 h

- Tsugaru-Straße: Honshū – Hokkaidō am 11. Juli 2018, 19,5 km in 12:55 h

- Cookstraße: Südinsel (Neuseeland) – Nordinsel (Neuseeland) am 2. Mai 2019, 22,5 km in 8:02 h

- Straße von Gibraltar: Spanien – Marokko am 9. Juni 2019, 14,4 km in 4:17 h[12]

### Sonstige sportliche Erfolge
2002 gewann er beim Ironman Wisconsin in seiner Altersklasse in 9:41:06 h und wurde insgesamt Dreizehnter. Beim Ironman Hawaii 2003 belegte Wiersig den 183. Platz in 9:49:09 h
Am 24. Juni 2006 wurde er niedersächsischer Landesmeister Bahn in der Omnium-Disziplin (Elite Herren).
In Vorbereitung auf seine Ärmelkanalquerung gewann er 2013 das Zürichsee-Marathon-Schwimmen in seiner Altersklasse und belegte den 3. Platz in der Gesamtwertung (26 km in 7:43 h).

## Veröffentlichungen
- Nachts allein im Ozean. Mein Weg durch die Ocean’s Seven (mit Erik Eggers). Verlag Eriks Buchregal, Kellinghusen 2019, ISBN 978-3-9818798-2-7.
- Ein Mann des Meeres. André Wiersig erzählt sein Schwimmen durch die Ocean’s Seven. Konzeption und Regie: Erik Eggers und Klaus Sander. 4 Audio-CDs. supposé, Wyk auf Föhr 2020, ISBN 978-3-86385-203-0 (Longlist zum Deutschen Hörbuchpreis 2021 in der Kategorie „Beste Unterhaltung“[16]; Longlist Preis der deutschen Schallplattenkritik 4/2020[17]; Platz 1 der hr2-Hörbuchbestenliste, Oktober 2020[18])
- Helgoland. Kann man da hinschwimmen? (mit Erik Eggers). Verlag Eriks Buchregal, Kellinghusen 2022, ISBN 978-3-9818798-6-5.